# محافظة خان يونس
محافظة خان يونس هي واحدة من 16 محافظة التابعة للسلطة الوطنية الفلسطينية، وتقع في جنوب قطاع غزة وعاصمتها مدينة خان يونس. يبلغ عدد سكانها حوالي 280,000 نسمة. من مجموع مساحة أراضيها 69.61 ٪ تعتبر منطقة حضرية، 12.8 ٪ مناطق ريفية و %17.57 تضم مخيم خان يونس للاجئين.

## المدن
| المدينة       | موقع المدينة                | عدد السكان   | المساحة     | ملاحظات                                                                                          |
| ------------- | --------------------------- | ------------ | ----------- | ------------------------------------------------------------------------------------------------ |
| خان يونس      | وسط المحافظة                | 228,972 نسمة | 54 كم²      | إحصائية عدد السكان لسنة 2021                                                                     |
| القرارة       | شمال المحافظة               | 32,376 نسمة  | 11777 دونم  | إحصائية عدد السكان لسنة 2021                                                                     |
| بني سهيلا     | المنطقة الشرقية من المحافظة | 46,257 نسمة  | 11100 دونم  | إحصائية عدد السكان لسنة 2021                                                                     |
| عبسان الجديدة | المنطقة الشرقية من المحافظة | 10,370 نسمة  | 14375 دونماً | إحصائية عدد السكان لسنة 2021                                                                     |
| عبسان الكبيرة | المنطقة الشرقية من المحافظة | 29,879 نسمة  | 19000 دونم  | إحصائية عدد السكان لسنة 2021                                                                     |
| خزاعة         | المنطقة الشرقية من المحافظة | 12,712 نسمة  | 4000 دونم   | إحصائية عدد السكان لسنة 2021                                                                     |
| الفخاري       | جنوب المحافظة               | 7,192 نسمة   | 4,767 دونم  | إحصائية عدد السكان لسنة 2021                                                                     |
| الإجمالي      | الإجمالي                    | 413,727 نسمة | 108 كم²     | 1. إجمالي المحافظة من أحياء ومدن. 2. تعتبر محافظة خان يونس هي الأكبر في قطاع غزة من حيث المساحة. |

## بلديات
- بني سهيلا
- خان يونس
- خزاعة
- القرارة
- عبسان الجديدة
- الفخاري
- عبسان الكبيرة

## أحياء
- مركز المدينة
- الشيخ ناصر
- البطن السمين
- المعسكر
- الأمل
- معن
- جورت اللوت
- قيزان النجار
- قيزان أبو رشوان
- قاع قرين
- المنارة
- المحطة
- الكتيبة
- السطر
- الجلاء
- النصر
- التحرير
- المواصي الجنوبي
- المواصي الشمالي
- السلام

## المحافظون
- صخر بسيسو، منذ 13 أغسطس 1996 وحتى 2001.
- حسني زعرب، منذ 2 يوليو 2001 وحتى 31 ديسمبر 2005.
- أسامة الفرا، منذ عام 2006 وحتى عام 2014.
- أحمد العبد محمد الشيبي، منذ 2 يوليو 2014[5] وحتى 10 أغسطس 2023.[5]